# بيكا بيرنستاين
بيكا بيرنستاين (بالإنجليزية: Becca Bernstein)‏ هي رسامة أمريكية، ولدت في 1977.